# 東洋商会
東洋商会（とうようしょうかい、1913年 設立 - 1914年 活動停止）は、大正初年の無声映画時代にかつて存在した大阪の映画会社である。東京・日暮里に「東洋商会東京日暮里撮影所」を持っていた。1909年（明治42年）に大阪初の映画製作を行った、興行会社「三友倶楽部」を設立した山川吉太郎が、1913年に設立した会社である。企業自体は短命に終わったが、翌1914年、「天然色活動写真」（天活）へと発展した。

## 略歴・概要

### 日暮里撮影所
大阪初の映画製作・興行会社「三友倶楽部」を設立、大阪・千日前や京都・新京極で活動写真館を経営、「撮影所」を持たずに独自の映画製作（連鎖劇）を行う一方で、東京の映画会社「福宝堂」の大阪支店長を任されていた山川吉太郎が、1913年（大正2年）秋、新たに大阪に設立したのがこの「東洋商会」である。
その前年の1912年10月、「福宝堂」は、吉沢商会、M・パテー商会、横田商会との4社合併で「日活」になり、山川は「日活大阪支社」を任されたが、同年12月、元福宝堂本社営業部長・小林喜三郎が日活を退社し「常盤商会」を設立したのに合わせ、山川も日活を退社した。
日活は、福宝堂が所有していた「福宝堂日暮里撮影所」を閉鎖、これを「東洋商会」が引継ぎ、「東洋商会東京日暮里撮影所」とし、山川は念願の撮影所を使っての映画製作を開始した。1913年10月には、設立第一作を公開、年内に16本の映画を製作配給した。カメラマンには「吉沢商店目黒行人坂撮影所」で先駆者千葉吉蔵に師事し、その後日暮里撮影所福宝堂にいた枝正義郎をカメラマンに起用した。
福宝堂で吉野二郎が監督した泉鏡花原作の『通夜物語』に出演、合併後そのまま日活に残って日活向島撮影所で役者をやっていた山崎長之輔を引き抜き、『べに筆』や『枯尾花』といった劇映画を撮る一方、10月10日に亡くなった元総理・桂太郎公爵の葬儀の模様を11月に（『桂閣下の葬儀の実況』、1913年）、11月22日に亡くなった第15代征夷大将軍・徳川慶喜公爵の葬儀の模様を11月に（『故徳川慶喜公の御葬儀』、1913年）、そしてその年の消防出初式の模様を1月に即公開する（『大正三年消防出初式』、1914年）といった実況ドキュメンタリー映画もタイムリーにリリースしていった。
翌1914年1月、3本の作品を最後に新作のリリースを停止し、山川は早くも次の段階に入った。

### 天活へ
翌1914年3月17日、山川は、「常盤商会」の小林喜三郎とともにカラー映画を製作配給する会社、「天然色活動写真」（天活）を設立する。「東洋商会東京日暮里撮影所」は「天然色活動写真日暮里撮影所」となり、福宝堂で監督だった吉野二郎を引き抜き所長に据え、東洋商会のカメラマン枝正義郎を技術部長とした。こうして、19本の白黒無声映画を世に出した「東洋商会」は役割を終えた。
「山崎長之輔一座」を率いた山崎長之輔も、同社で『阿波の鳴門』や『明烏夢泡雪』、『百年目長兵衛』（いずれも1913年）に出演、のちに歌舞伎の世界で『赤垣源蔵』を当たり役とした松本高麗三郎も、新会社「天活日暮里」に残り、でのカラー作品に引き続き出演した。

## フィルモグラフィ
1913年10月公開作品
- 野崎村　浅草キリン館ほか
- 桂閣下の葬儀の実況　浅草キリン館ほか
- 蘆の池　浅草キリン館ほか

1913年11月公開作品
- 此糸蘭蝶　浅草キリン館ほか
- 天長節の祝賀　浅草キリン館ほか
- 異郷の雲　浅草キリン館ほか
- 阿波の鳴門　出演松本高麗三郎　浅草キリン館ほか
- 紅双紙　浅草キリン館ほか
- 明烏夢泡雪　出演松本高麗三郎　浅草キリン館ほか
- べに筆　出演山崎長之輔　浅草キリン館ほか

1913年12月公開作品
- 三右衛門　浅草キリン館ほか
- 愛と情　浅草キリン館ほか
- 故徳川慶喜公の御葬儀　浅草帝国館ほか
- 陸軍特別大演習の実況　浅草帝国館ほか
- 枯尾花　出演山崎長之輔　浅草キリン館ほか
- 百年目長兵衛　出演松本高麗三郎　浅草キリン館ほか

1914年1月公開作品
- お俊伝兵衛　浅草キリン館ほか
- 幽霊塔[5]　浅草キリン館ほか
- 大正三年消防出初式　浅草キリン館ほか

## 註
1. ↑  田中純一郎『日本映画発達史〈1〉活動写真時代』（中央公論社、1968年）の記述を参照。
2. ↑  日本映画データベースの「1913年 公開作品一覧 226作品」を参照。
3. ↑  日本映画データベースの「1914年 公開作品一覧 359作品」を参照。
4. ↑  Wikipedia「天然色活動写真」の記述を参照。
5. ↑  “幽霊塔(1914) - 作品情報・映画レビュー -”.   キネマ旬報WEB (2024年5月17日). 2024年5月17日閲覧。